# Krautreporter
Krautreporter ist ein deutsches Online-Magazin, das seit Oktober 2014 erscheint. Die Finanzierung der Plattform erfolgte durch Crowdfunding. Dadurch soll ein unabhängiger Journalismus ohne Werbung ermöglicht werden.

## Geschichte
2012 startete Krautreporter als Crowdfunding-Plattform für Journalismus. 2014 wurde Krautreporter von Sebastian Esser (Herausgeber), Philipp Schwörbel (Geschäftsführer) und Alexander von Streit (Chefredakteur) in der Rechtsform einer GmbH gegründet. Zur Finanzierung wurde bis zum 13. Juni 2014 von 15.000 Abonnenten („Mitglieder“) ein Betrag von 900.000 Euro eingeworben. Die Geldgeber zahlten 60 Euro für das erste Jahr und erhielten damit die Möglichkeit, die für jedermann frei lesbaren Artikel auf der Plattform auch zu kommentieren; weiterhin konnten sie die Beiträge im Format EPUB zur Lektüre im E-Reader herunterladen. Die Beta-Version des Online-Magazins wurde im September 2014 für die Abonnenten freigegeben und schließlich am 24. Oktober 2014 offiziell für alle Leser. Ein Vorbild für das Projekt war das 2013 gegründete Portal De Correspondent aus den Niederlanden.
Während des ersten Jahrs gab es Bewegung unter den Autoren. Insbesondere verließ der Medienjournalist Stefan Niggemeier das Projekt, um seine eigene Plattform Übermedien vorzubereiten, die seit dem Januar 2016 erscheint. Das anfängliche Konzept des freien Autorennetzwerks – ein Hauptkritikpunkt Niggemeiers – wurde zugunsten einer Redaktion aufgegeben, die die Themen der Autoren plant. Redaktionsmitglieder waren u. a. bekannte Journalisten wie Thomas Wiegold, Theresa Bäuerlein, Andrea Hanna Hünniger und Richard Gutjahr.
Bis zum Ende des ersten Jahres reduzierte sich die Anzahl der Abonnenten der Krautreporter auf etwas mehr als ein Drittel. In der Folge wurde die Trägergesellschaft in eine Genossenschaft umgewandelt. Sie hatte im Jahr 2016 gut 350 Mitglieder, die 150.000 Euro eingezahlt hatten; im Januar 2018 waren es „rund 400“. Außerdem wurde schrittweise eine Paywall eingeführt, so dass der vollständige Inhalt nur noch den zahlenden Mitgliedern zugänglich ist. Das habe sich positiv auf die Abonnentenentwicklung ausgewirkt. Nach dem Tiefstand von etwa 5.000 Benutzern zum Ende des zweiten Geschäftsjahres habe sich die Zahl der Abonnenten netto wieder erholt. Zu Beginn des Jahres 2021 hatte das Magazin nach eigenen Angaben zirka 15.500 Mitglieder. Insgesamt habe die Gründung der Genossenschaft bewirkt, dass sich die „Debatte um das Projekt sehr beruhigt“ habe, resümierte der Branchendienst Meedia im Januar 2018, als Alexander von Streit Herausgeber wurde und die Chefredaktion an Theresa Bäuerlein und Rico Grimm übergab.
Im April 2021 kündigte Krautreporter an, gegen eine Entscheidung der Bundesregierung vorzugehen, aufgrund derer die Printbranche mit 220 Millionen Euro unterstützt werden sollte. Nach Ansicht der Krautreporter-Vorstände Leon Fryszer und Sebastian Esser sei die geplante Presseförderung „eklatant verfassungswidrig“ gewesen. Bemängelt wurde, dass lediglich Print-, aber kein Onlinejournalismus gefördert werden sollte. Die Bundesregierung sagte daraufhin die geplante Förderung ab.
Im August 2021 übernahm Lisa McMinn den Posten der Chefredakteurin. Ihre Vorgänger Theresa Bäuerlein und Rico Grimm wechselten auf Positionen als Chefreporter. Im Mai 2023 trat McMinn als Chefredakteurin zurück.

## Auszeichnungen
- 2019: Grimme Online Award[23]

## Angebot
Krautreporter veröffentlicht seine Beiträge nicht in klassischen Ressorts, sondern in chronologischer Reihenfolge in einer Übersicht, wie man es von einem Blog kennt.
Das Angebot umfasst vorrangig ausführliche und hintergründige Reportagen über verschiedenste aktuelle Themen. Ein Schwerpunkt waren beispielsweise die Hintergründe der Flüchtlingskrise während des Jahres 2015.

## Kritik und Kontroversen
Als 2015 bekannt wurde, dass das Mitglied Danijel Višević als freier Redakteur für das Bundespresseamt arbeitete, obwohl er für die Krautreporter über die Rolle des Verteidigungsministeriums schrieb, wurde dies als Bruch mit dem Prinzip des unabhängigen Journalismus wahrgenommen. Višević entschied daraufhin, seine Mitarbeit bei Krautreporter ruhen zu lassen.
Der Krautreporter erhielt 2022 außergewöhnlich viel Aufmerksamkeit durch eine Zusammenarbeit mit dem ZDF Magazin Royale für die Sendung von Jan Böhmermann am 18.11.2022 zu Waldorfschulen. Der Krautreporter lieferte gemäß eigener Aussage „alle Hintergründe zur Sendung“ in seiner Reihe „der Waldorf-Report“ auf seiner Website. Widerspruch kam vom Bund der Freien Waldorfschulen und von ehemaligen prominenten Waldorfschülern. Aber auch der ehemalige NDR-Redakteur und Autor mehrerer Bücher über Rudolf Steiner und die Anthroposophie Wolfgang Müller attestierte dem Krautreporter in einem Kommentar in der taz ein „eigenes Verständnis von Reportage“. Der frühere Leiter des Kriminologischen Forschungsinstituts Niedersachsen Christian Pfeiffer kritisierte den Umgang mit Studien seines Instituts durch Bent Freiwald und Leoni Bender im Zuge ihrer Recherchen für den Waldorf-Report.